# La devoción del sospechoso X
La devoción del sospechoso X (容疑者Xの献身 Yōgisha Ekkusu no Kenshin?) es una novela del autor japonés Keigo Higashino, escrita en 2005 que constituye la tercera entrega de la «Serie del Detective Galileo», y es su trabajo más aclamado.
La novela ganó numerosos premios, incluyendo uno de los premios más prestigiosos de la literatura en Japón, el Premio Naoki en su versión 134; también ganó el sexto Gran Premio de Misterio Honkaku, uno de los premios más prestigiosos en la categoría de narraciones de misterio. Las guías de misterio Honkaku Mystery Best 10 y Kono Mystery ga Sugoi! incluyeron la novela como número uno en sus respectivas listas.

## Argumento
La historia comienza con Tetsuya Ishigami y Yasuko Hanaoka haciendo su rutina diaria. Yasuko es una mujer divorciada que vive con su hija adolescente y trabaja en un establecimiento de bentō.
Ishigami es un profesor de matemática talentoso y vive en la casa vecina de Yasuko y Misato. Un día Togashi, el exesposo abusivo de Yasuko, aparece para exigirle dinero, la situación se sale de control y ambas terminan ahorcándolo. Seguidamente, el vecino Ishigami se presenta en la puerta de Yasuko a brindarle su ayuda, no sólo a deshacerse del cuerpo, sino también a crear el plan para ocultar el asesinato.

## Personajes
- Tetsuya Ishigami: profesor de matemática enamorado de Yasuko.
- Yasuko Hanaoka: madre soltera quien asesina a su exmarido.
- Misato Hanaoka: hija adolescente de Yasuko nacida en un matrimonio anterior.
- Manabu Yukawa: viejo compañero de colegio de Tetsuya Ishigami.
- Shunpei Kusanagi: detective encargado del caso del asesinato de Togashi.
- Shinji Togashi: exesposo asesinado de Yasuko.
- Kishitani: compañero del detective Kusanagi.

## Adaptaciones
- En 2008, fue estrenada la película japonesa Suspect X, dirigida por Hiroshi Nishitani y protagonizada por Shinichi Tsutsumi como Tetsuya Ishigami y Masaharu Fukuyama como Manabu Yukawa[4]
- En 2012 se estrenó una adaptación coreana, Perfect Number (en hangul, 용의자X; literalmente, «Sospechoso X»), protagonizada por Ryu Seung-beom y Lee Yo-won, y dirigida por Bang Eun-jin.[5]
- Los derechos de la obra en inglés fueron adquiridos por Kross Pictures en 2011.[6] Una adaptación producida por la compañía, bajo el nombre de Xian yi ren X de xian shen (嫌疑人X的献身) se estrenó en China en 2017. La película fue dirigida por Alec Su, y contó con la participación de Ruby Lin y Wang Kai.[7]
- En 2013, la productora Ekta Kapoor demandó a los creadores de la película Drishyam por uso indebido de los derechos de autor de la obra en su adaptación cinematográfica.[4]
- El film indio en idioma tamil de 2019 Kolaigaran es otra adaptación no oficial de la novela.[8]
- El 21 de septiembre de 2023, Netflix lanzó la adaptación india Sospechoso X, dirigida por Sujoy Ghosh y protagonizada por Kareena Kapoor con Jaideep Ahlawat y Vijay Varma.[9]